# Алгарвське королівство
Алга́рвське королівство́ (лат. Regnum Algarbii; порт. Reino do Algarve від арабського Gharb al-Andalus араб. غَرْب الأنْدَلُس, "Західний аль-Андалус") — номінальне титулярне королівство у складі Португальського королівства, що існувало у 1249—1910 роках. Займало терени сучасного регіону Алгарве на півдні континентальної Португалії.
Це був домініон португальської корони і номінальне королівство, окреме від Португалії, хоча насправді «Алгарвське королівство» не мало інститутів, особливих привілеїв чи автономії. Алгарве був політично дуже схожий на решту португальських провінцій, і «король Алгарве» був лише почесним титулом, заснованим на історії Алгарве як останньої території Португалії, яку було завойовано у маврів під час португальської Реконкісти. 
Титул король Сілвеша вперше використав Саншу I після першого завоювання алгарвійського міста Сілвеш в 1189 році. За часів його онука, Афонсу III (1210 – 1279), решта Алгарве було остаточно завойовано, тому «король Португалії та Алгарве» став частиною титулів і почестей португальської корони.

## Історія
Постало в ході Реконкісти, внаслідок завоювання португальцями мусульманського краю аль-Гарб на Піренейському півострові. Після Бадахоського договору (1267) португальські монархи носили титул «королів Португалії й Алгарве». На початку XV столтіття на базі Алгарве була створена комарка, згодом перетворена на провінцію. 1471 року межі Алгарве були розширені на марокканські землі Північної Африки, підкорені португальцями — райони Асіли, Танжера, Сеути, Лараша. Старі землі королівства на Піренейському півострові стали називатися «сьогобічнним Алгарве» (порт. Algarve d'aquém-mar), а нові — «заморським (тогобічним) Алгарве в Африці» (порт. Algarve d'além-mar em África). Відповідно, змінилася назва самого королівства — королі́вство обо́х Алга́рве (порт. Reino dos Algarves), так само як і титул його володарів — «король Португалії й обох Алгарве, сьогобічного і заморського в Африці». 1815 року Алгарвське королівство увійшло до складу Об'єднаного королівства Португалії, Бразилії і обох Алгарве. 1836 року на базі Агларве утворили округ Фару. Королівство припинило існування після повалення монархії в 1910 році.